# Suban (Batang Asam)
Suban is een bestuurslaag in het regentschap Tanjung Jabung Barat van de provincie Jambi, Indonesië. Suban telt 7371 inwoners (volkstelling 2010).